# NGC 6946
Galaxie du Feu d'artifice
NGC 6946, aussi nommée la galaxie du Feu d'artifice, (ou Caldwell 12), est une galaxie spirale intermédiaire rapprochée et située dans la constellation du Cygne. NGC 6946 a été découverte par l'astronome germano-britannique William Herschel en 1798.
NGC 6946 figure dans l'atlas des galaxies particulières d'Halton Arp sous la cote Arp 29 avec la mention « galaxie spirale avec un bras lourd » (probablement le bras spiral nord-est). NGC 6946 a été utilisé par Gérard de Vaucouleurs comme une galaxie de type morphologique  SAB(rs)cd dans son atlas des galaxies.

## Caractéristiques
Sa vitesse par rapport au fond diffus cosmologique est de −133 ± 13 km/s.
La base de données NASA/IPAC indique que la distance de Hubble ne n'applique pas (N/A), mais 32 mesures indépendantes du décalage vers le rouge (redshift) donne une distance de 5,545 ± 1,471 Mpc (∼18,1 millions d'al).
La classe de luminosité de NGC 6946 est III-IV et elle présente une large raie HI. De plus, elle est une galaxie active de type Seyfert 2 et renferme des régions d'hydrogène ionisé (HII),. 
NGC 6946 est une galaxie du champ, c'est-à-dire qu'elle n'appartient pas à un amas ou un groupe et qu'elle est donc gravitationnellement isolée. NGC 6946 émet aussi dans l'infrarouge. Sa luminosité dans l'infrarouge lointain (de 40 à 400 µm) est égale à 10,2 × 109 {\displaystyle L_{\odot }} (1010,01{\displaystyle L_{\odot }}) et sa luminosité totale dans l'infrarouge (de 8 à 1 000 µm) est de 14,5 × 109 {\displaystyle L_{\odot }} (1010,16{\displaystyle L_{\odot }}).

## Fréquentes supernovas
Le surnom de galaxie du feu d'artifice donné à NGC 6946 n'est pas dû au hasard, cette galaxie étant le siège de « fréquentes » supernovas, dix y ayant été observées jusqu'à ce jour, depuis 1917. NGC 6946 est l'une des galaxies les plus prolifiques du ciel en termes de taux de supernovas, soit environ 10 fois le taux de la Voie lactée. Ce qui est encore plus remarquable est que notre Galaxie comprend le double d'étoiles par rapport à NGC 6946.
Outre les explosions stellaires qui y ont été observées, 89 nébuleuses présentant un spectre caractéristique d'un résidu de supernova y ont également été détectées.
En 2009 l'étoile N6946-BH1 a disparu des images de Hubble, probablement par effondrement en un trou noir mais sans produire de supernova.
Ce tableau ci-dessous présente une liste des supernovas découvertes dans NGC 6946. Ces données proviennent des sites Transient Name Server (concernant principalement la date de découverte, la magnitude apparente et le type de supernova) et rochesterastronomy.org.
| Nom (SN)   | Date de découverte | Découvreur(s)      | Magnitude apparente | Type    |
| ---------- | ------------------ | ------------------ | ------------------- | ------- |
| SN 1917A   | 19 juillet 1917    | George Ritchey     | 14,6                | inconnu |
| SN 1939C   | 17 juillet 1939    | Fritz Zwicky       | 13                  | inconnu |
| SN 1948B   | 6 juillet 1948     | Nicholas Mayall    | 14,9                | II      |
| SN 1968D   | 29 février 1968    | Paul Wild & Dunlap | 13,5                | II      |
| SN 1969P   | 11 décembre 1969   | Leonida Rosino     | 13,9                | inconnu |
| SN 1980K   | 28 octobre 1980    | Paul Wild          | 11,4                | IIL     |
| SN 2002hh  | 31 octobre 2002    | LOTOSS             | 16,5                | II      |
| SN 2004et  | 27 septembre 2004  | Stefano Moretti    | 12,8                | II      |
| SN 2008S   | 1er février 2008   | Ron Arbour         | 17,6                | IIn     |
| SN 2017eaw | 14 mai 2017        | Patrick Wiggins    | 12,8                | II      |

- Notes : LOTOSS (Lick Observatory and Tenagra Observatory Supernova Searches) est un programme de recherche de supernovas de l'observatoire Lick[13].

## Autres particularités
Diverses observations de NGC 6946 ont montré la présence d'objets célestes inhabituels au sein de cette galaxie. Parmi eux : « l'ellipse rouge » (The Red Ellipse pour les anglophones, ou EM2016), une large structure gazeuse d'un diamètre d'environ 300 pc (∼978 al) située au nord de la galaxie. On pensait à l'origine qu'il s'agissait d'un vaste rémanent de supernova, comme beaucoup observés dans NGC 6946. Mais des analyses spectroscopiques de l'objet n'ont cependant pas permis de confirmer cette hypothèse et le rapport des raies Hα/[S II] en son sein s'avère normal. Par le fait que l'ellipse rouge englobe également un amas d'étoiles sur son coté nord-est, on pense aujourd'hui qu'il s'agit là plus probablement d'une superbulle formée par les étoiles massives de l'amas qu'elle renferme.
Un autre objet notable découvert en 1967 et connu sous le nom de « Complexe de Hodge » se trouve du côté ouest de NGC 6946.  Autrefois assimilé à un super amas d'étoiles, on pense aujourd'hui qu'il s'agit d'une potentielle galaxie naine, possiblement en interaction gravitationnelle avec NGC 6946.

## Galerie

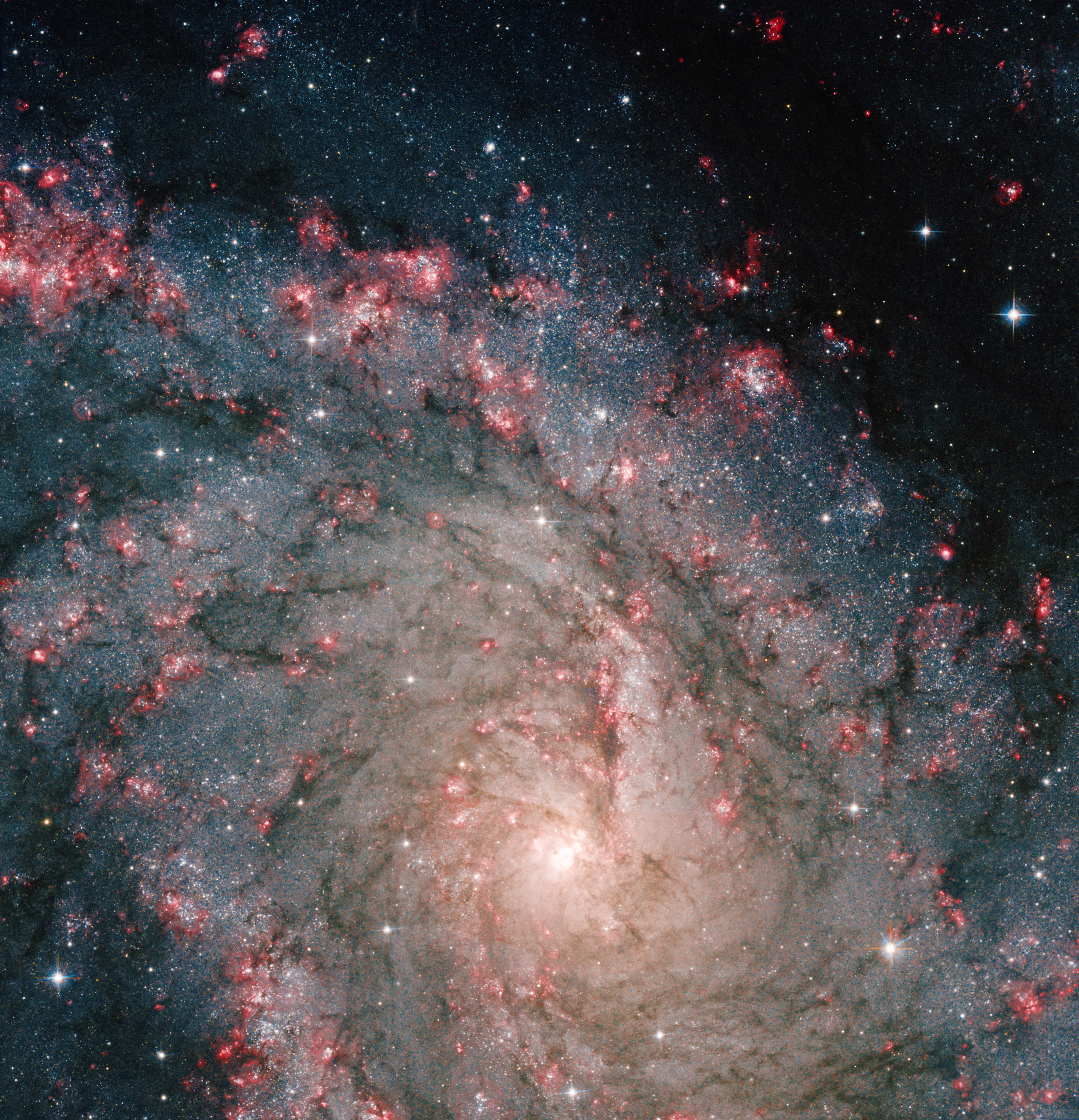
NGC 6946 par le télescope spatial Hubble.
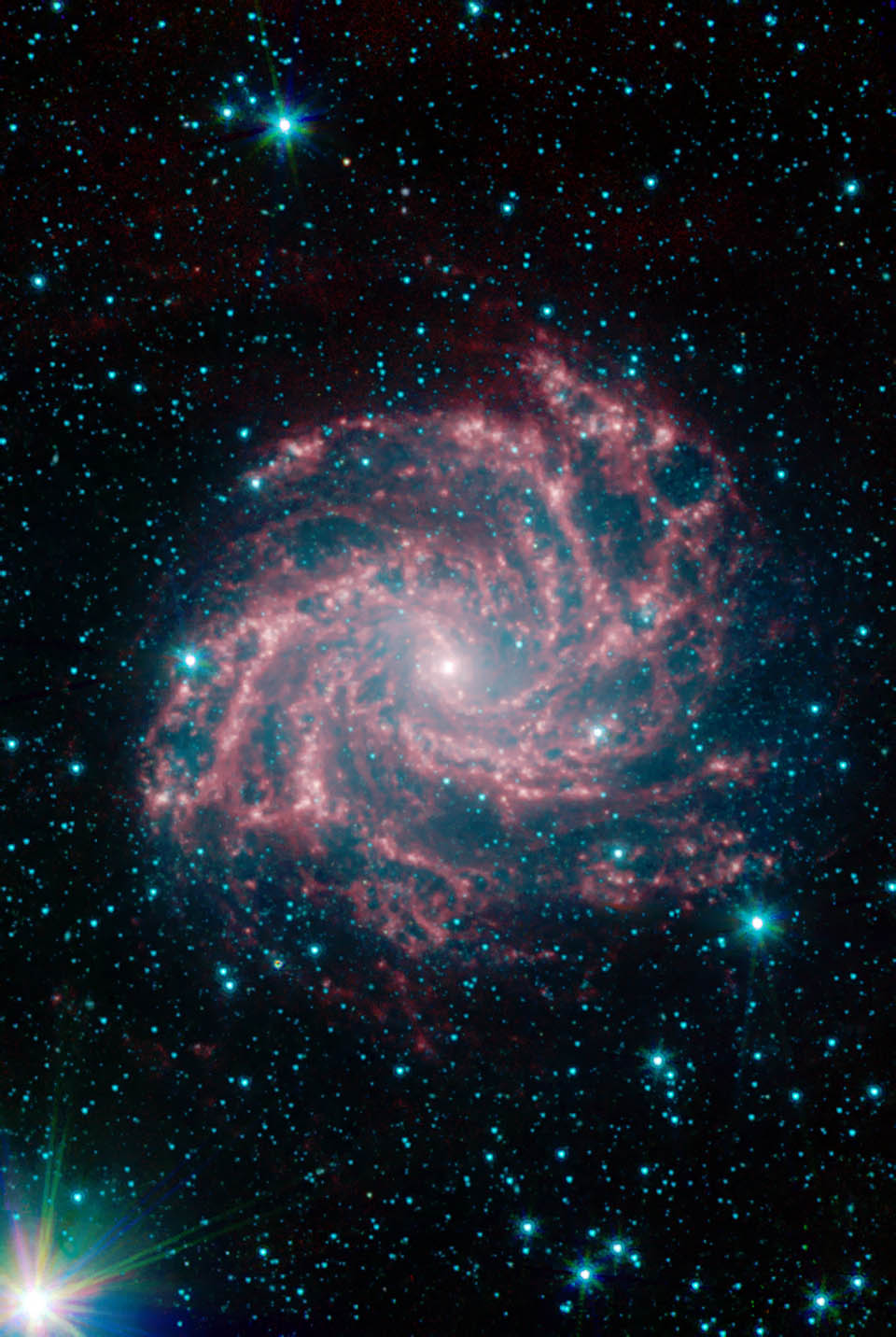
NGC 6946 imagée dans le domaine des Infrarouges par le télescope spatial Spitzer.
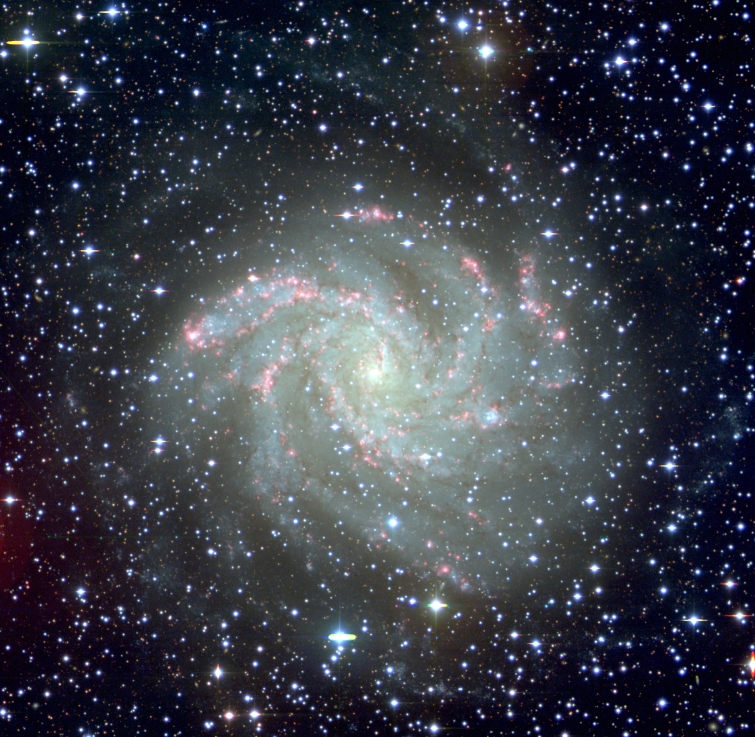
NGC 6946 imagée par les télescopes Isaac Newton et WIYN.
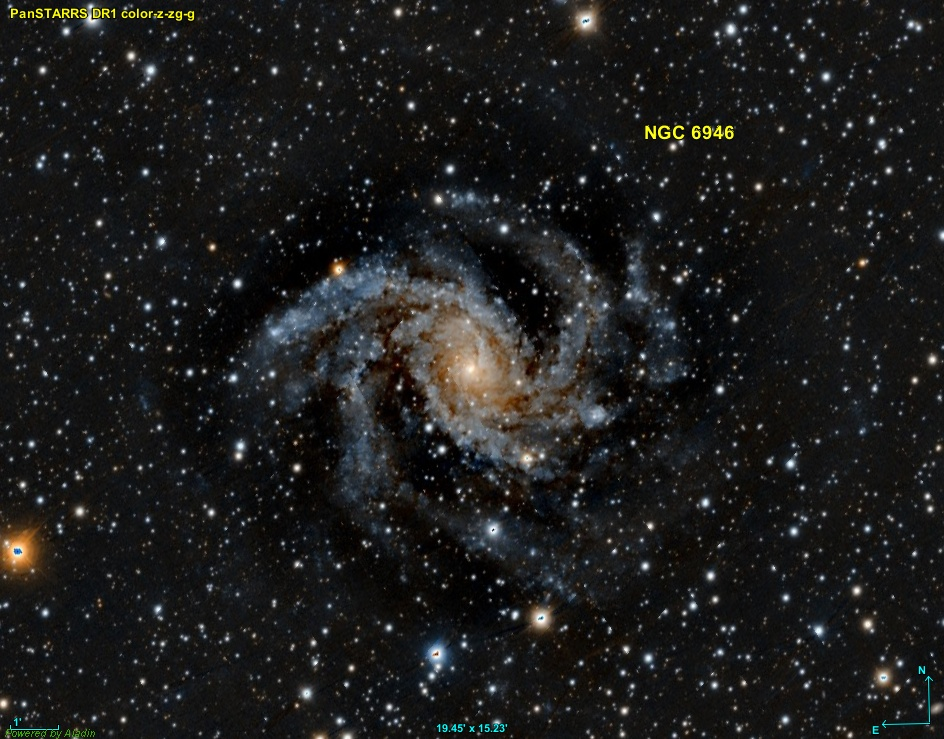
NGC 6946 par le relevé Pan-STARRS.